# Walther d'Eichstätt
Walther (mort le 20 décembre 1021 près de Ravenne) est évêque d'Eichstätt de 1020 à sa mort.

## Biographie
Walter vient d'une famille ministérielle, non noble. Il est proche de l'empereur Henri II. Au synode de Bamberg en 1020, il reconnaît indirectement la position particulière ecclésiastique du diocèse de Bamberg. Le diocèse de Bamberg fut fondé par Henri II en 1007 pour consolider son influence dans la région sur les voies politiques de l'église. Walther accompagne Henri II en 1021 lors de son voyage en Italie et meurt en chemin près de Ravenne où il se fait enterrer.